# 东北蛔蒿
东北蛔蒿（学名：Seriphidium finitum）是菊科绢蒿属的植物，是中国的特有植物。分布于中国大陆的内蒙古等地，生长于海拔600米的地区，多生于半荒漠草原、低海拔地区砾质坡地、河湖岸边草甸及草原上，目前尚未由人工引种栽培。

## 别名
“塔乐斯图-哈木巴-沙里尔日”（蒙语名）